# Lista de deputados estaduais de Mato Grosso do Sul da 7.ª legislatura
Esta é a lista de deputados estaduais de Mato Grosso do Sul eleitos para a 7.ª legislatura. São relacionados os parlamentares que assumiram o cargo em 1.º de fevereiro de 2003, o partido pelo qual foram eleitos e a quantidade de votos que receberam naquela eleição. O mandato expirou em 31 de janeiro de 2007.
Também há a lista dos suplentes que assumiram durante a legislatura.

## Mesa diretora

### Primeira mesa
Na primeira metade do mandato, Londres Machado foi eleito presidente.
|  | Cargo               | Nome            | Partido |
|  | ------------------- | --------------- | ------- |
|  | Presidente          | Londres Machado | PL      |
|  | 1.° Vice-presidente | Antônio Braga   | PDT     |
|  | 2.ª Vice-presidente | Celina Jallad   | PMDB    |
|  | 3.° Vice-presidente | Semy Ferraz     | PT      |
|  | 1.° Secretário      | Jerson Domingos | PTB     |
|  | 2.° Secretário      | Roberto Orro    | PSDB    |
|  | 3.° Secretário      | Paulo Corrêa    | PL      |

### Segunda mesa
Na segunda metade do mandato, Londres Machado foi reeleito presidente.
|  | Cargo               | Nome            | Partido |
|  | ------------------- | --------------- | ------- |
|  | Presidente          | Londres Machado | PL      |
|  | 1.° Vice-presidente | Roberto Orro    | PSDB    |
|  | 2.º Vice-presidente | Semy Ferraz     | PT      |
|  | 3.º Vice-presidente | Pastor Barbosa  | PMDB    |
|  | 1.° Secretário      | Ary Rigo        | PDT     |
|  | 2.° Secretário      | Jerson Domingos | PTB     |
|  | 3.° Secretário      | Paulo Corrêa    | PL      |

## Lista de parlamentares
|  | Nome                                        | Partido | Votos nominais | Referências |
|  | ------------------------------------------- | ------- | -------------- | ----------- |
|  | Akira Otsubo                                | PSL     | 13.663         | [ 2 ]       |
|  | Antônio Braga                               | PDT     | 16.782         | [ 2 ]       |
|  | Antônio Carlos Arroyo                       | PL      | 16.222         | [ 2 ]       |
|  | Ari Artuzi                                  | PDT     | 6.821          | [ 3 ]       |
|  | Ary Rigo                                    | PDT     | 26.742         | [ 2 ]       |
|  | Celina Jallad                               | PMDB    | 20.551         | [ 4 ]       |
|  | Dagoberto Nogueira Filho                    | PDT     | 22.017         | [ 5 ]       |
|  | Flávio Kayatt                               | PSDB    | 22.705         | [ 6 ]       |
|  | Jerson Domingos                             | PTB     | 26.120         | [ 7 ]       |
|  | Londres Machado                             | PL      | 30.841         | [ 8 ]       |
|  | Maurício Picarelli                          | PTB     | 20.200         | [ 9 ]       |
|  | Nelson Trad Filho                           | PMDB    | 36.283         | [ 10 ]      |
|  | Onevan de Matos                             | PDT     | 20.208         | [ 11 ]      |
|  | Pastor Barbosa (Clemilson Barbosa da Silva) | PMDB    | 15.447         | [ 2 ]       |
|  | Paulo Corrêa                                | PL      | 19.851         | [ 9 ]       |
|  | Pedro Kemp                                  | PT      | 18.957         | [ 9 ]       |
|  | Pedro Teruel                                | PT      | 19.100         | [ 2 ]       |
|  | Raul Freixes                                | PTB     | 10.956         | [ 2 ]       |
|  | Roberto Orro                                | PSDB    | 14.391         | [ 2 ]       |
|  | Sérgio Assis                                | PSB     | 18.371         | [ 2 ]       |
|  | Simone Tebet                                | PMDB    | 25.251         | [ 12 ]      |
|  | Waldir Neves                                | PSDB    | 16.731         | [ 2 ]       |
|  | Zé Teixeira (José Roberto Teixeira)         | PFL     | 20.209         | [ 9 ]       |

## Lista de suplentes que assumiram durante a legislatura
| Nome                                        | Partido | Referências |
| ------------------------------------------- | ------- | ----------- |
| Bela Barros (Francisca Felisbela de Barros) | PDT     | [ 1 ]       |
| Loester Nunes                               | PDT     | [ 1 ]       |
| Luizinho Tenório (Luiz Tenório de Melo)     | PL      | [ 1 ]       |